# Breznica (gmina Prevalje)
Breznica – wieś w Słowenii, w gminie Prevalje. W 2018 roku liczyła 165 mieszkańców.